# Andreia Faria
Andreia Martins Faria (* 19. April 2000 in Vila Real) ist eine portugiesische Fußballspielerin. Sie steht derzeit bei Benfica Lissabon unter Vertrag und spielte 2020 erstmals für die portugiesische Nationalmannschaft.

## Karriere

### Vereine
Andreia Faria spielte in ihrer Jugend zunächst in den Jungenmannschaften von Diogo Cão und Abambres SC. Ihre Karriere begann sie beim Vilaverdense FC. Im Jahr 2018 wechselte sie zu Benfica Lissabon. Dort verlängerte sie ihren Vertrag im Jahr 2022 bis 2024.

### Nationalmannschaft
Faria spielte zunächst für die portugiesische U-16-Mannschaft, U-17-Mannschaft und U-19-Mannschaft. Für die U-16-Mannschaft spielte sie erstmals am 4. Mai 2015 bei einem Spiel gegen Norwegen. Ihr erstes Spiel für die U-17-Mannschaft absolvierte sie am 6. Oktober 2015, als Portugal gegen Bulgarien spielte. Für die U-19-Mannschaft kam sie erstmals am 5. April 2016 bei einem Spiel gegen Frankreich im Rahmen der Qualifikation zur U-19-Fußball-Europameisterschaft der Frauen 2016 zum Einsatz. Ihr Debüt für die portugiesische Nationalmannschaft hatte sie dann am 4. März 2020, als sie beim Algarve-Cup 2020 im Spiel gegen Italien eingesetzt wurde. Bei der Fußball-Europameisterschaft der Frauen 2022 wurde sie im letzten Gruppenspiel gegen Schweden eingewechselt.
Am 24. Juni 2025 wurde sie für die EM-Endrunde 2025 nominiert. Sie wurde nur im ersten Gruppenspiel ihrer Mannschaft in der Schlussphase eingewechselt, als diese gegen Weltmeister Spanien mit 0:5 verlor. Nach einem Remis und einer weiteren Niederlage in den anderen Gruppenspielen schieden die Portugiesinnen aus.

## Erfolge
- Portugiesische Meisterschaft: 2021, 2022, 2023, 2024, 2025
- Portugiesischer Pokal: 2019, 2024
- Portugiesischer Ligapokal: 2020, 2021, 2023, 2024, 2025
- Portugiesischer Supercup: 2019, 2022, 2023